# Тамаш Надь
Тамаш Надь (серб. Тамаш Нађ; нар. 10 січня 1993, Сента, Воєводина) — сербський борець вільного, греко-римського стилів, срібний призер Середземноморського чемпіонату з греко-римської боротьби, бронзовий призер Середземноморського чемпіонату з вільної боротьби, учасник чемпіонатів світу та Європи.

## Життєпис
Виступав за спортивний клуб «Сента» Сента. Багаторазовий призер чемпіонатів Сербії з греко-римської боротьби, триразовий чемпіон Сербії в молодших вікових групах.

## Спортивні результати на міжнародних змаганнях

### Виступи на Чемпіонатах світу
| Змагання                        | Збірна | Вагова категорія                 | Місце |
| ------------------------------- | ------ | -------------------------------- | ----- |
| Чемпіонат світу з боротьби 2018 | Сербія | греко-римська боротьба, до 63 кг | 24    |

### Виступи на Чемпіонатах Європи
| Змагання                         | Збірна | Вагова категорія                 | Місце |
| -------------------------------- | ------ | -------------------------------- | ----- |
| Чемпіонат Європи з боротьби 2018 | Сербія | греко-римська боротьба, до 63 кг | 14    |

### Виступи на Середземноморських чемпіонатах
| Змагання                                     | Збірна | Вагова категорія                 | Місце  |
| -------------------------------------------- | ------ | -------------------------------- | ------ |
| Середземноморський чемпіонат з боротьби 2011 | Сербія | вільна боротьба, до 60 кг        | Бронза |
| Середземноморський чемпіонат з боротьби 2011 | Сербія | греко-римська боротьба, до 60 кг | 5      |
| Середземноморський чемпіонат з боротьби 2016 | Сербія | греко-римська боротьба, до 66 кг | Срібло |

### Виступи на інших змаганнях
| Змагання                                         | Збірна | Вагова категорія                 | Місце  |
| ------------------------------------------------ | ------ | -------------------------------- | ------ |
| Міжнародний турнір Любомира Івановича-Гедзи 2013 | Сербія | греко-римська боротьба, до 60 кг | Срібло |
| Гран-прі FILA 2015                               | Сербія | греко-римська боротьба, до 59 кг | 15     |
| Міжнародний турнір Любомира Івановича-Гедзи 2015 | Сербія | греко-римська боротьба, до 59 кг | 10     |
| Гран-прі Загреба з боротьби 2016                 | Сербія | греко-римська боротьба, до 59 кг | Срібло |
| Міжнародний турнір Любомира Івановича-Гедзи 2016 | Сербія | греко-римська боротьба, до 59 кг | 5      |
| Гран-прі Загреба з боротьби 2017                 | Сербія | греко-римська боротьба, до 59 кг | 9      |
| Гран-прі Угорщини з боротьби 2017                | Сербія | греко-римська боротьба, до 59 кг | 11     |
| Міжнародний турнір Любомира Івановича-Гедзи 2017 | Сербія | греко-римська боротьба, до 66 кг | 5      |
| Гран-прі Загреба з боротьби 2018                 | Сербія | греко-римська боротьба, до 63 кг | 4      |
| Турнір Дана Колова — Николи Петрова 2018         | Сербія | греко-римська боротьба, до 63 кг | 9      |
| Гран-прі Угорщини з боротьби 2018                | Сербія | греко-римська боротьба, до 63 кг | 5      |
| Меморіал Іона Корнеану і Ладислава Сімона 2018   | Сербія | греко-римська боротьба, до 60 кг | 4      |
| Клубний чемпіонат світу з боротьби 2018          | Сербія | команда                          | 8      |
| Гран-прі Загреба з боротьби 2019                 | Сербія | греко-римська боротьба, до 67 кг | 13     |
| Гран-прі Угорщини з боротьби 2019                | Сербія | греко-римська боротьба, до 63 кг | 10     |

### Виступи на змаганнях молодших вікових груп
| Змагання                                       | Збірна | Вагова категорія                 | Місце |
| ---------------------------------------------- | ------ | -------------------------------- | ----- |
| Чемпіонат Європи з боротьби серед кадетів 2009 | Сербія | греко-римська боротьба, до 50 кг | 15    |
| Чемпіонат Європи з боротьби серед юніорів 2011 | Сербія | вільна боротьба, до 60 кг        | 13    |
| Чемпіонат Європи з боротьби серед юніорів 2012 | Сербія | греко-римська боротьба, до 60 кг | 7     |
| Відкритий чемпіонат Австрії серед юніорів 2013 | Сербія | греко-римська боротьба, до 60 кг | 5     |
| Чемпіонат Європи з боротьби серед молоді 2015  | Сербія | греко-римська боротьба, до 59 кг | 5     |
| Чемпіонат Європи з боротьби серед молоді 2016  | Сербія | греко-римська боротьба, до 59 кг | 8     |